# Algis Budrys
Algis Budrys (ur. 9 stycznia 1931 w Królewcu, zm. 9 czerwca 2008 w Evanston, Illinois) – amerykański pisarz, wydawca i krytyk fantastyki naukowej pochodzenia litewskiego.

## Życiorys
Urodził się jako Algirdas Jonas Budrys w Królewcu, jeszcze w Prusach Wschodnich, gdzie jego ojciec był konsulem generalnym Litwy. Gdy miał 5 lat ojciec został wysłany do USA i tam zastała ich wojna. Po zajęciu Litwy przez Armię Czerwoną ojciec Budrysa odmówił powrotu do kraju i cała rodzina otrzymała azyl polityczny. Obywatelstwo amerykańskie Budrys otrzymał dopiero ok. 1989 r.
Budrys ukończył University of Miami oraz Uniwersytet Columbia. Debiutował opowiadaniem The High Purpose w Astounding Science Fiction w 1952 r. Od tego samego roku datuje się jego praca w charakterze edytora i menadżera ds. wydawnictw science fiction w oficynach Gnome Press i Galaxy Science Fiction. Własne utwory podpisywał początkowo pseudonimem „John A. Sentry”.
Wydana w 1960 r. nowela Rogue Moon została nominowana do nagrody Hugo. Potem był jeszcze kilkakrotnie nominowany do Hugo i Nebuli, ale zdobył tylko nagrodę Nagrodę Pielgrzyma za wkład w krytykę fantastyczną (2007).
Algis Budrys pracował także dla kontrwywiadu USA jako tłumacz z litewskiego.
Zmarł na czerniaka złośliwego.